# Сила осцилятора
Си́ла осциля́тора — параметр дипольного оптичного переходу, що визначає інтенсивність оптичної лінії.
Для переходу між квантово-механічними станами {\displaystyle |n\rangle } та {\displaystyle |m\rangle } сила осцилятора визначається
тензором
{\displaystyle f_{nm}^{ij}={\frac {2m\omega _{nm}}{e^{2}\hbar }}d_{nm}^{i}d_{nm}^{j}},
де m — маса електрона, e — заряд електрона, {\displaystyle \hbar } — приведена стала Планка,
{\displaystyle \omega _{nm}} — частота переходу, а {\displaystyle d_{nm}^{j}} — компоненти матричного елемента дипольного переходу, i та j — індекси координат.
Матричний елемент дипольного переходу визначається, як
{\displaystyle \mathbf {d} _{nm}=-e\langle m|\mathbf {r} |n\rangle }.
Кожен оптичний перехід характеризується трьома величинами: частотою, силою осцилятора й напівшириною лінії.